# Mammillaria schiedeana
Mammillaria schiedeana es una especie  perteneciente a la familia Cactaceae. Es una especie amenazada.

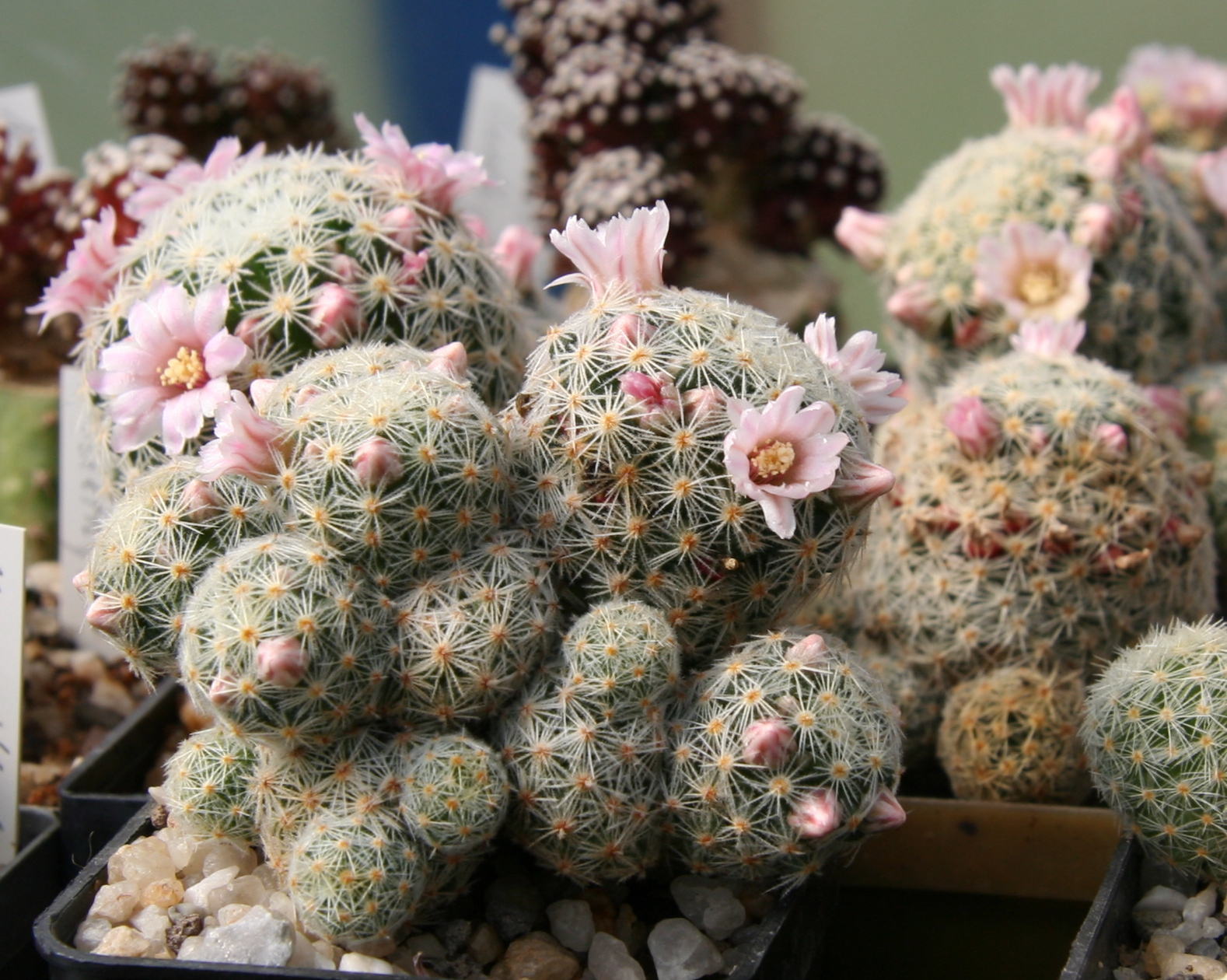
Vista de un grupo

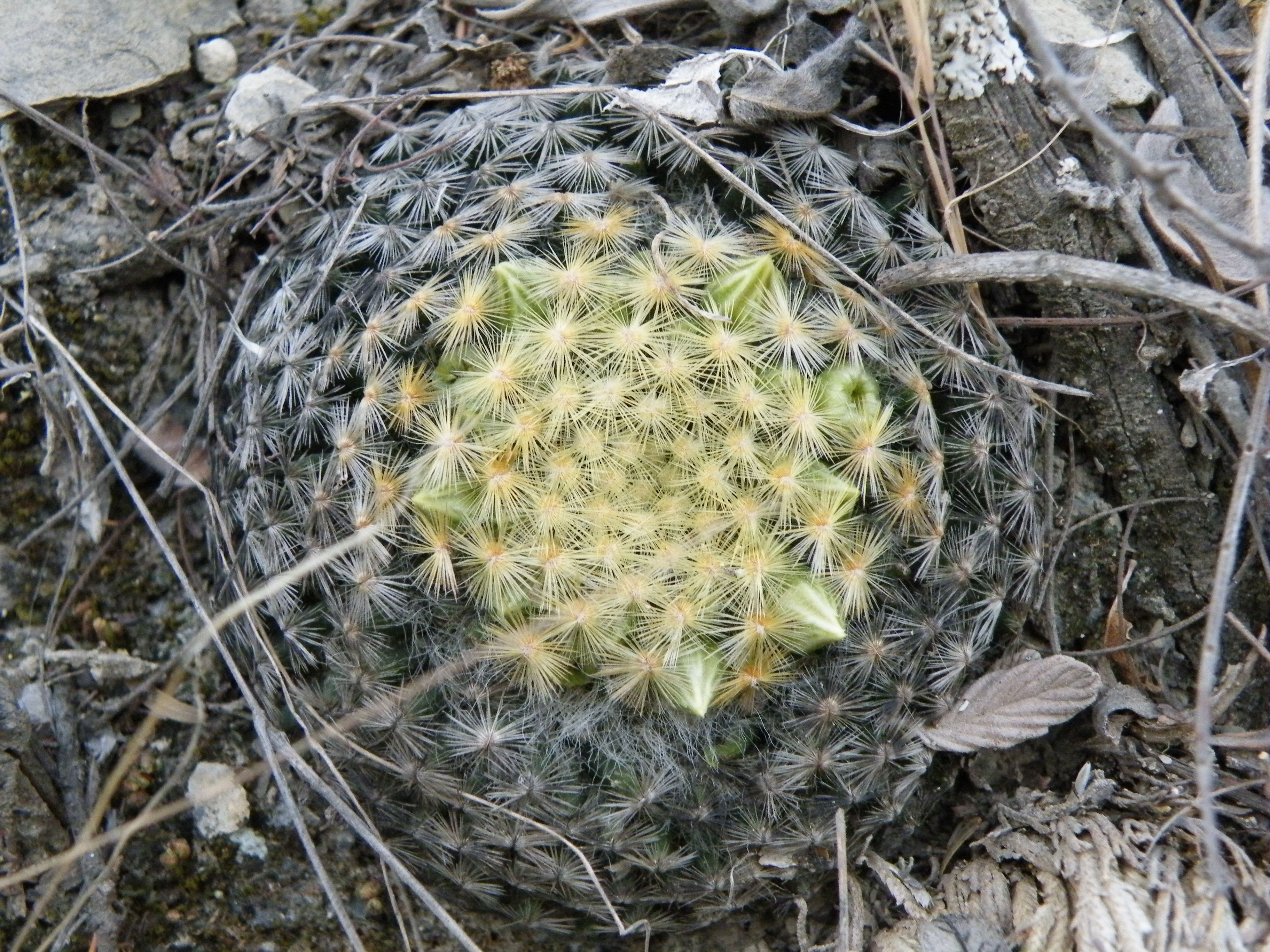
Vista desde arriba

## Descripción
Mammillaria schiedeana, en general, crece formando grupos. El tallo es de color verde oscuro,tienen forma esférica de 5 a 10 centímetros de alto y 1,5 a 6 centímetros de diámetro. Las costillas son de forma cilíndrica y la parte superior se estrecha ligeramente. No contienen látex. Las axilas están ocupadas por lana blanca que se extienden sobre las costillas, también tienen pelo o están desnudas. Las espinas centrales están completamente ausentes. Las hasta 120 espinas radiales son muy numerosas y están dispuestos radialmente en una pluralidad de filas, ligeramente vellosas y de color blanco con base de color amarillento y una longitud de 6 milímetros. Las flores son de color blanco a rosa claro y de 1.2 a 1.8 centímetros de largo. Los frutos son de color naranja con carmín brillante o de color blanquecino.

## Taxonomía
Mammillaria schiedeana fue descrita por Ehrenb. ex Schltdl. y publicado en Allgemeine Gartenzeitung 6: 249. 1838.
Etimología
Mammillaria: nombre genérico que fue descrita por vez primera por Carolus Linnaeus como Cactus mammillaris en 1753, nombre derivado del latín mammilla = tubérculo, en alusión a los tubérculos que son una de las características del género.
schiedeana: epíteto otorgado en honor del médico alemán Christian Julius Wilhelm Schiede, un amigo de Carl August Ehrenberg que junto con el jardinero Ferdinand Deppe recorrió México como recolector de plantas, siendo también el descubridor de la especie.
Variedades aceptadas
- Mammillaria schiedeana subsp. dumetorum (J.A. Purpus) D.R. Hunt
- Mammillaria schiedeana subsp. giselae Lüthy

Sinonimia
- Mammillaria schiedeana subsp. schiedeana